# Еминем
Маршъл Брус Матърс III (на английски: Marshall Bruce Mathers III), по-известен с псевдонима Еминем (Eminem), е американски рапър, музикален продуцент, автор на песни и актьор.
Албумът му The Slim Shady LP, издаден през 1999 г., му носи награда „Грами“ за най-добър рап албум. Следващият му албум, The Marshall Mathers LP (2000), се превръща в най-бързо продадения албум в историята. С негова помощ популярността на Еминем нараства, а заедно с него и тази на „Шейди Рекърдс“, неговата звукозаписна компания. „Ди Туелв“ (D12) – групата, в която участва преди да дебютира като солов изпълнител, също получава дивиденти от известността му.

## Биография
Еминем е роден в Сейнт Джоузеф, Мисури, САЩ на 17 октомври 1972 г. Когато е на 12 години, с майка му се преместват за постоянно в Детройт, Мичиган. Почитател на рап музиката от малък, Еминем започва да я изпълнява на 14 години. Макар че напуска училище още незавършил средно образование и започва работа за няколко години, той се съсредоточава над своята музика.
Като тийнейджър Маршъл често е бил обект на подигравките на останалите в гетото. Изпаднал е за 9 дни в кома след схватка с няколко момчета. Еминем най-напред записва като част от детройтския дует Soul Intent и прави своя солов албум през 1996 г. с независимото пускане на „Infinite“. Албумът е последван скоро от „The Slim Shady LP“, който го изтласква напред в ъндърграунд хип-хопа. Не маловажно е това, че той спечелва известност заради цвета на кожата си и скоро става познат в рап музиката като следващата „голяма бяла надежда“.
След изпълнение на фриистайл рап състезание пред лосанджелиска радиостанция, Еминем бива забелязан от Dr. Dre, силен играч на сцената на рап музиката. Dr. Dre подписва договор с Еминем и той става част от звукозаписна компания Aftermath. Dr. Dre започва да работи с младия рапър по ново CD, което съдържа много от песните от стария албум на Еминем „The Slim Shady LP“ и от дебюта му – „Infinite“. „The Slim Shady LP“ е пуснат на пазара на 23 февруари 1999 г. Предшестван от успеха на песента „My name is“, албумът печели второ място. С това Еминем получава тройна платина и печели две награди „Грами“ – за „Най-добър албум“ и „Най-добро солово представяне“ („My name is“).
Еминем има аналогичен критически и търговски успех с неговото второ главно пускане, „The Marshall Mathers LP“ (2000), от който продава близо два милиона копия в неговата първа седмица на пускане и става най-бързо продавания албум за всички времена. Критици похвалват албума за неговата интелектуалност и ироничност. Не закъсняват и негативните реакции (особено сред почитателите на младия рапър) – провежда се дискусия за албума и текстовете на някои песни, които включват публично насилие, изрични сексуални намеци и хомофобия. Гей и лесбийския съюз срещу клевета (GLAAD) организират протест на MTV и излъчването на клиповете на Еминем по MTV е отменено през септември 2000 г.
Еминем изпълнява ролята на блондинка в един от клиповете си, като с това печели награда за най-доброто мъжко видео за песента, „The Real Slim Shady“. На първо място е за най-продаван солов певец за същата година, Еминем печели две награди „Грами“ – за „Най-добър рап албум“ и „Най-добро солово представяне“ („The Real Slim Shady“). За личния живот на Маршал започва да се пише във вестниците през юни 1999 г., по-малко от седмица след дебюта на платинения му „Marshall Mathers LP“, когато той бива задържан след кавга извън Детройт в нощен клуб. През август 2000 г. съдиите предлагат Eminem да бъде наказан по обвинения в нападение с опасно оръжие и носене на скрито оръжие. На 14 февруари 2001 г. Еминем се признава за виновен по обвинението за носене на скрито оръжие, след преразглеждане на делото се постига съгласие да бъде пуснат като плати таксата за тежкото престъпление – нападението. Мичиганският съдия осъжда рапъра на две условни освобождавания на годината и му препоръчва да се лекува.
През септември 1999 г. майката на Еминем, Debby Mathers-Brig, регистрира 10 000 000 долара за съдебни дела срещу нейния син. Mathers-Btig съди Еминем за това, че той я е наклеветил в албума „Slim Shady LP“. Поради факта, че тя използва наркотици, случаят бива потулен.

## Кариера
След записването на „The Eminem Show“ (2002) Еминем става първият музикант, спечелил „Грами“ за най-добър рап албум за три поредни дългосвирещи плочи (LP). През 2002 г. филмът Осмата миля, в който Еминем играе главната роля, е удостоен с награда „Оскар“ за саундтрака „Lose Yourself“. „Lose Yourself“ се превръща в хип-хоп сингъла с най-продължително ефирно време. След като изнася турнета през 2005 г., Еминем излиза в творческа пауза. Relapse, неговият първи албум след Encore (2004), излиза на 15 май 2009 г. На 18 юни 2010 г. излиза най-новият му албум Recovery, в който той се връща към звученето от началото на десетилетието. Албумът дебютира на първо място в класациите на Billboard Top 200.
Еминем е продал над 155 милиона копия от албумите си, което го прави най-продаваният рапър в историята. Посочен е от списание „Ролинг Стоун“ за един от стоте най-велики музиканти за всички времена. Обявен е за най-добрия рапър в историята в анкета, организирана в Интернет от сп. „Вайб“. Еминем има осем албума, които са номер едно в „Билборд Топ 200“ (вкл. с „Ди Туелв“) и 12 сингъла, които са номер едно в света.
През 2011 г. списание „Ролинг Стоун“ дава на Еминем титлата Крал на хип-хоп музиката.
Статистиките взети от социалните мрежи, форуми, анкети, излъчвания по телевизията и продажби показват, че Еминем се класира на първо място.
Страницата му във Facebook е в Top 5 най-харесвани страници в цялата социална мрежа. Рапърът от Детройт държи и рекорда за най-много продадени виртуални копия на албума „Recovery“.
През годините той е спечелил уважението на много от популярните изпълнители в жанра – The Game, T.I., 50 cent, Dr. Dre и др.
През 2013 г. издава 8-ия си албум, продължение на първата част от 2000 г. – „The Marshall Mathers LP“, „The Marshall Mathers LP 2“ (накратко: MMLP2).
На 27 ноември 2013 г. Еминем издава песента „Rap God“, която влиза в рекордите на „Гинес“ за песен с най-голям брой думи (1560 думи).
През 2014 г. е издаден „Shady XV“. Албумът се състои от две части – Greatest Hits и диск с нови тракове. В него вземат участие бивши и настоящи изпълнители от „Shady Records“ като 50 Cent, Obie Trice, Bad Meets Evil, Slaughterhouse, Yelawolf, Skylar Grey и др.
През 2015 г. Маршъл създава 2 нови песни – „Phenomenal“ и „Kings never die“. Песните вземат участие във филма на Antoine Fuqua, Southpaw.

## Семейство
Бурната връзка на Еминем с неговата съпруга, Ким, завършва с встъпване в брак през 1999 г., но са живели заедно години преди това. Тяхната дружба служи за тема на няколко негови песни, включително „Kim“, която рисува силен портрет срещу двойката. През юли 2000 г. Ким Матърс бива настанена в болница след опит за самоубийство. Месец по-късно Еминем поисква развод; Ким Матърс иска 10 млн. и пълно попечителство над тяхната дъщеря, Хейли, родена през 1995 г. Еминем не се съгласява да даде попечителството над младата девойка и Ким Матърс започва съдебен процес. Макар че Еминем и Ким се помиряват през декември 2000 година, тяхното примирие бива прекъснато, тя поисква развод през март 2001. През 2006 г. те отново сключват брак, но в края на годината е обявен вторият им развод, като двойката си поделя попечителството над дъщеря им Хейли. Официално Маршал е баща на 3 деца:
- Хейли Джейд Матърс – дъщеря на Еминем от бившата му жена Кимбърли Скот. Песните Mockingbird и Hailie's Song, When I'm gone и целият албум The Slim Shady LP са посветени на нея (1995)
- Алейна Матърс – осиновена дъщеря на Маршал, дъщеря на сестрата на Ким (1993)
- Уитни Скот – осиновена дъщеря на Маршал, дъщеря на Ким от друг мъж (2002)

За да стигне до съвременното си положение на най-добрия рапър, Еминем е трябвало да търпи много лишения. Преди да бъде забелязан от Дре, Маршал е работил като чистач, парите не са достигали дори за памперси на Хейли.

## Живот
През 2006 г. Еминем губи своя най-добър приятел – рапъра Прууф. Той е убит в престрелка в детройтско заведение. Според слуховете Прууф стреля първи, след което приятел на простреляния изкарва оръжие и открива огън по изпълнителя от D12. Малко по-късно застреляният от Прууф умира. След което и Прууф. След това Еминем изпада в дълбока депресия.
Еминем и Прууф са основатели на групата D12. Името на групата произхожда от това, че всеки от членовете ѝ има по 2 имена (напр. Eminem-Slim Shady) Proof е вторият член на D12 след Bugz, който бива застрелян. Истинското име на групата е The Dirty Dozen.
Еминем има дълготрайни вражди с много известни и неизвестни певци от рап сцената – Insane Clown Posse (Shaggy 2 Dope & Voilent J.), House of Pain (Everlast, DJ Lethal). Също така най-голямата му вражда е била срещу лейбъла на рап изпълнителят Ja Rule – Murda Inc. Самата вражда е „предадена“ на Eminem и групата му D12 от тогава новото попълнение към лейбъла му Shady Records – 50 Cent, който дълго е враждувал с Murda Inc.
Прякорът Eminem идва от Em(М)-Маршал, In(В), Em(M)-Матърс, но има и друга версия за произхода на прякора на изпълнителя, според която Eminem идва от популярните бонбонки M&M's. Everlast в една от песните си, в отговор във враждата му с Eminem, Whitey's Revenge, определя прякора му като „candy“.
Дългоочакваният нов албум от Еминем, Relapse, е шестият албум на Еминем. Той е издаден от лейбъла Interscope Records, заедно с дъщерните Aftermath Entertainment и Shady Records, първо в няколко избрани страни на 15 май 2009 г., последвани от САЩ на 16 май. Relapse е първият студиен албум на Еминем след Encore (2004 г.).
На 21 декември 2009 г. Еминем издава допълнение на Relapse – Refill. Албумът включва песните от последния албум, както и песни, които не са влезли в Relapse.
Година след излизането на Relapse Еминем издава нов албум, за който се носят слухове, че ще носи името Relapse 2. Рапърът разбива митовете като съобщава, че новият му проект се казва Recovery и е далеч по-различен като звучене от последния албум. Първият сингъл е Not Afraid, а скоро след това излиза и видео към него. Албумът на Еминем Recovery бива пуснат на 22 юни, и още след първия месец става платинен.
Скоро след това Еминем е обявен за „Най-горещ рапър“ в класацията на MTV, като измества Джей Зи и Кание Уест.
Три години след излизането на „Recovery“ Еминем се завръща в „стария си нов стил“. Shady се завръща отново забавен, но много по-зрял и не толкова бесен, както е бил преди. Новият му албум „The Marshall Mathers LP 2“ излиза на 5 ноември.
През 2017 г. той издава албума си Revival, който не се харесва от повечето хора и получава голям брой критики от известни рапъри. Вследствие на това през 2018 г. той издава албума си Kamikaze, в който отговаря на всеки, опитал се да го засегне, и критикува редица рапъри от новото поколение, че в тяхната музика няма никаква лирика. Също така започва спор с рапъра MGK (Machine Gun Kelly) заради пост на младия рапър от 2012 г. относно дъщерята на Еминем, Хейли.

## Дискография
Студийни албуми
- Infinite (1996)
- The Slim Shady LP (1999)
- The Marshall Mathers LP (2000)
- The Eminem Show (2002)
- ''Encore (2004)
- Relapse (2009)
- Recovery (2010)
- The Marshall Mathers LP 2 (2013)
- Revival (2017)
- Kamikaze (2018)
- Music to Be Murdered By (2020)
- The Death of Slim Shady (Coup de Grâce) (2024)

Албуми в колаборация
- Devil's Night (с D12) (2001)
- D12 World (с D12) (2004)
- Hell: The Sequel (с Bad Meets Evil) (2011)

### Официални сайтове
- Официален сайт на Еминем
- Aftermath-Entertainment.com
- ShadyRecords.com
- AfterMathMusic.com

### Снимки
- Eminem at the Source awards in 1999

### Други
- Eminem в  Internet Movie Database